# بيير بليس
بيير بليس هو محامي وقاضي وسياسي كندي، ولد في 30 ديسمبر 1948 في بيرتييه سور مير في كندا. نشط حزبياً في الحزب الكندي التقدمي المحافظ. وقد انتخب Federal Court of Appeal ‏.